# Synagoga w Katowicach
Synagoga w Katowicach − gminny dom modlitwy, który znajdował się w Katowicach, przy ulicy Młyńskiej 13.
Synagoga została założona po 1945 w budynku Gminy Wyznaniowej Żydowskiej w Katowicach. W marcu 2010 została przeniesiona do nowego lokalu mieszczącego się przy ulicy 3 Maja 16. Nabożeństwa odbywały się regularnie we wszystkie szabaty oraz święta.